# Kubang (Wanayasa)
Kubang is een bestuurslaag in het regentschap Banjarnegara van de provincie Midden-Java, Indonesië. Kubang telt 3474 inwoners (volkstelling 2010).